# 정석근
정석근(1977년 11월 25일 ~ )은 대한민국의 전직 축구 선수이다. 현역 시절 포지션은 공격수였다.